# Porozumienie między burmistrzami
Porozumienie między burmistrzami – popularny ruch europejski skupiający władze lokalne i regionalne, które dobrowolnie włączają się w działania na rzecz zwiększenia efektywności energetycznej i wykorzystywania odnawialnych źródeł energii na podlegających im obszarach. Celem sygnatariuszy Porozumienia jest zrealizowanie i wykroczenie poza unijny cel, jakim jest zmniejszenie emisji CO2 o 20% do 2020 roku.
Po przyjęciu przez Unię Europejską w 2008 roku pakietu klimatyczno-energetycznego Komisja Europejska zainicjowała Porozumienie między burmistrzami, aby wspierać wysiłki podejmowane przez władze lokalne na rzecz wdrożenia polityk zrównoważonej energii.
Porozumienie między burmistrzami ze względu na wyjątkową cechę, jaką jest fakt mobilizowanie działaczy lokalnych i regionalnych wokół realizacji celów Unii Europejskiej, jest ruchem jedynym w swoim rodzaju, a przez instytucje Unii Europejskiej jest podawane jako przykład wyjątkowego modelu rządzenia wielopoziomowego.

## Sygnatariusze Porozumienia między burmistrzami
Sygnatariuszami Porozumienia mogą stać się europejskie władze lokalne różnego szczebla, począwszy od małych wiosek po stolice i obszary metropolitalne.
Miasta, miasteczka oraz obszary miejskie mają do odegrania kluczową rolę w łagodzeniu skutków zmian klimatycznych, ponieważ to tam zużywane jest 75% energii produkowanej w EU i tam emituje się podobny odsetek CO2. Władze lokalne znajdują się na najlepszej pozycji, aby zmienić postawy obywateli i wpłynąć na kwestie klimatu i energii, szczególnie poprzez godzenie interesu publicznego i prywatnego oraz łączenie zagadnień zrównoważonej energii z ogólnymi celami rozwoju lokalnego.
Przystąpienie do Porozumienia między burmistrzami daje władzom lokalnym możliwość podwojenia na podlegających im terytoriach wysiłku na rzecz obniżania emisji CO2, korzystania ze wsparcia europejskiego oraz wymiany doświadczeń z europejskimi strukturami równorzędnymi.

## Oficjalne przedsięwzięcia
Zakres Porozumienia między burmistrzami jest czymś więcej niż deklaracją woli. Sygnatariusze, aby zrealizować samodzielnie ustalone cele obniżenia emisji CO2, podejmują szereg działań i zgadzają się na to, by składać adekwatne sprawozdania oraz podlegać monitorowaniu. W ramach ustalonych wcześniej ram czasowych, oficjalnie zobowiązują się oni do:
- Rozwijania odpowiednich struktur administracyjnych, w tym zapewnienia wystarczających zasobów ludzkich do przeprowadzania potrzebnych działań;
- Przygotowania stanowiącej punktu odniesienia inwentaryzacji emisji;
- Przedłożenia – w ciągu roku od oficjalnego przystąpienia do Porozumienia między burmistrzami – planu działań na rzecz zrównoważonej energii przedstawiające konkretne działania prowadzące do obniżenia emisji CO2 o co najmniej 20% do 2020 roku;
- Składania sprawozdania implementacji co najmniej co dwa lata od momentu przedłożenia planu działań na rzecz zrównoważonej energii na potrzeby ewaluacji, monitorowana i weryfikacji.

W obliczu istotnej konieczności mobilizowania lokalnych stron zainteresowanych w zakresie planu działań na rzecz zrównoważonej energii sygnatariusze zobowiązują się również do:
- Wymiany doświadczeń i fachowej wiedzy z innymi władzami lokalnymi;
- Organizowania Regionalnych Dni Energii służących zwiększaniu świadomości obywateli na temat zrównoważonego rozwoju i efektywności energetycznej;
- Aktywnego uczestnictwa w dorocznych uroczystościach, warsztatach tematycznych i tematycznych grupach dyskusyjnych Porozumienia między burmistrzami;
- Rozpowszechniania idei Porozumienia na właściwych forach, a w szczególności, zachęcania innych burmistrzów do przystąpienia do Porozumienia.

## Plany działań na rzecz zrównoważonej energii
Aby osiągnąć i wykroczyć poza ambitne cele energetyczne i klimatyczne Unii Europejskiej, sygnatariusze Porozumienia między burmistrzami zobowiązują się do opracowania planu działań na rzecz zrównoważonej energii (SEAP) w ciągu roku od przystąpienia do inicjatywy. Zatwierdzony przez radę gminy plan działań powinien zawierać opis działań i środków, których podjęcie w celu wypełnienia zobowiązań przewidują sygnatariusze, oraz odpowiadające im ramy czasowe i podział obowiązków.
Istnieje wiele technicznych i metodycznych materiałów (w tym Poradnik dot. planu SEAP, szablon planu działań, sprawozdania na temat istniejących metod i narzędzi), które zawierają praktyczne wskazówki i zalecenia dotyczące całego procesu opracowania planu. Materiały opracowane w ścisłej współpracy ze Wspólnotowym Centrum Badań Komisji Europejskiej na podstawie doświadczeń władz lokalnych stanowią zbiór najważniejszych zasad i oferują wyjaśnienia „krok po kroku”. Wszystkie dokumenty dostępne są w internetowej bibliotece na stronie: www.eumayors.eu.

## Koordynacja i wsparcie

### Koordynatorzy i Wspierający Porozumienia
Ponieważ Sygnatariusze Porozumienia nie zawsze dysponują odpowiednimi narzędziami i zasobami do przygotowania stanowiącej punkt odniesienia inwentaryzacji emisji, opracowania odpowiedniego planu działań na rzecz zrównoważonej energii czy finansowania dalszych działań, prowincje, regiony, sieci oraz grupy gmin mają do odegrania istotną rolę w zakresie wspierania sygnatariuszy w dotrzymaniu złożonych zobowiązań.
Koordynatorzy Porozumienia to władze publiczne różnego szczebla (krajowe, regionalne, prowincji) zapewniające sygnatariuszom pomoc strategiczną w opracowywaniu i wdrażaniu planów działań na rzecz zrównoważonej energii. Komisja wyróżnia „Koordynatorów Terytorialnych”, którymi są władze samorządowe, w tym władze prowincji, regionu lub grup gmin, oraz „Koordynatorów Krajowych”, którymi są krajowe organy publiczne, takie jak agencje energetyczne oraz ministerstwa ds. energii.
Wspierającymi Porozumienia są europejskie, krajowe i regionalne sieci oraz stowarzyszenia władz lokalnych, które wykorzystują swoje możliwości lobbingowe i informacyjne, a także możliwości tworzenia sieci współpracy, do promowania inicjatywy Porozumienia między burmistrzami i popierania zobowiązań sygnatariuszy. Pierwszą organizacją wspierającą (od kwietnia 2009 roku) w Polsce jest Stowarzyszenie Gmin Polska Sieć „Energie Cités”. Pozostałe organizacje wspierające to Stowarzyszenie Integracyjne Eurobeskidy oraz Związek Miast Polskich.

### Biuro Porozumienia między burmistrzami
Codziennej pomocy technicznej, promocyjnej i administracyjnej udziela sygnatariuszom oraz stronom zainteresowanym Biuro Porozumienia między burmistrzami (CoMO) zarządzane przez konsorcjum sieci władz lokalnych i regionalnych, na którego czele stoi Energy Cities, a w którego skład wchodzą CEMR, Climate Alliance, Eurocities oraz FEDARENE. Biuro finansowane jest przez Komisję Europejską i odpowiada za koordynowanie inicjatywą.

### Instytucje Unii Europejskiej
W celu wsparcia opracowywania i wdrażania przez sygnatariuszy planów działań na rzecz zrównoważonej energii Komisja Europejska przyczyniła się do rozwinięcia instrumentów finansowych skierowanych konkretnie do sygnatariuszy Porozumienia pomiędzy burmistrzami. Są to m.in. mechanizm pomocy na szczeblu lokalnym w dziedzinie energii
(ELENA) utworzony przy współpracy z Europejskim Bankiem Inwestycyjnym dla dużych projektów oraz instrument ELENA-KfW utworzony we współpracy z niemiecką grupą KfW, stanowiącego dodatkową możliwość wspierania zrównoważonych inwestycji małych i średnich gmin.
Porozumienie między burmistrzami, poza wsparciem Komisji Europejskiej, cieszy się również pełnym wsparciem instytucjonalnym Komitetu Regionów, który wspiera inicjatywę od samego początku, Parlamentu Europejskiego, w którego siedzibie odbyły się dwie pierwsze uroczystości sygnowania, a także Europejskiego Banku Inwestycyjnego, który pomaga lokalnym władzom w uwalnianiu potencjału inwestycyjnego.

### Wspólnotowe Centrum Badawcze
Wspólnotowe Centrum Badawcze Komisji Europejskiej odpowiada za udzielanie wsparcia technicznego i naukowego. Współpracuje ściśle z Biurem Porozumienia między burmistrzami, dostarczając sygnatariuszom jasnych wskazówek technicznych oraz szablonów, które pomogą w wypełnieniu zobowiązań wynikających z Porozumienia, a także monitorując proces wdrożeń i wyniki.

## Zobacz
- Zmiana klimatu
- Unia Europejska
- Interreg III
- Wspólne Centrum Badawcze
- Odnawialne źródła energii